# Paul Schneider (Politiker, 1892)
Paul Schneider (* 20. Juli 1892 in Westhofen; † 1974 in Itzehoe) war ein deutscher Mühlenbesitzer und Politiker der NSDAP.

## Leben
Schneider war evangelischer Konfession und besuchte von 1899 bis 1907 die Volksschule Westhofen. Danach lernte er von 1907 bis 1910 den Lehrerberuf im Soester Lehrerseminar (zusammen mit Dietrich Klagges). Nach dem Abschluss war er Lehrer an der Volksschule Obereving. Von 1915 bis 1918 leistete er Kriegsdienst im Ersten Weltkrieg.
Danach arbeitete er mit seiner Frau in deren elterlichem Mühlenbetrieb in Itzehoe. Von 1918 bis 1937 war er dort Prokurist und von 1938 bis 1945 Teilhaber. Als er Klagges in Wilster wiedertraf, stieß er zur völkischen Szene. Die von Hitler formulierte ,Lösung der sozialen Frage‘ die ,Überwindung des platten Materialismus‘ kamen ihm nach eigenem Bekunden wie eine „göttliche Erleuchtung“, wie das „Fanal einer neuen Zeit“ vor. Ab 1923 trafen sich die beiden Freunde wöchentlich in ihrer „Arbeitsgemeinschaft für Weltanschauung“, wo Fragen der Politik und Ideologie diskutiert wurden. Im Herbst 1924 hegten Klagges und er Pläne zur Gründung eines Gauverbandes Westküste für die Nationalsozialistische Freiheitspartei.
Schneider trat erst kurz vor der Gaugründung 1925 der NSDAP bei (Mitgliedsnummer 9.452), auch wenn er dort vorher bereits bekannt war. Er versuchte die NSDAP-Ortsgruppe in Itzehoe auszubauen. Seine starke Orientierung auf weltanschaulich-religiöse Fragen stand einer Popularisierung der NS-Politik entgegen. Erst als er 1927 den Vorsitz der Ortsgruppe niederlegen musste, da ihm sein zusätzliches Amt eines stellvertretenden Gauleiters den Vorwurf der Ämterhäufung einbrachte, begann die Itzehoer Gruppe langsam zu wachsen. 1929 beherbergte er Adolf Hitler in seinem Haus. Joseph Goebbels half er bei Propaganda-Auftritten. Er war Gaukulturleiter, Gauinspekteur und Gauamtsleiter, zudem von 1935 bis 1939 im Stadtrat von Itzehoe. Als er 1933 vor die Wahl gestellt wurde, hauptberuflich für die NSDAP zu arbeiten, legte er fast alle Parteiämter nieder und entschied sich für den eigenen Familienbetrieb. Während des Krieges versah er kommissarisch das Amt des Kreisleiters für den Kreis Steinburg, wurde aber 1943 durch Walter Bilkau ersetzt.
Von 1929 bis 1933 gehörte er für die NSDAP dem Provinziallandtag der Provinz Schleswig-Holstein an. Zwischen April und dem 10. Juli 1933 war er Mitglied im Preußischen Staatsrat. Von 1935 bis 1945 war er Ratsherr und später Stadtrat in Itzehoe. In den Jahren 1934 bis 1945 gehörte er dem Aufsichtsrat der Itzehoer Volksbank an.
Am 21. Mai 1945 wurde er verhaftet und im Rahmen eines Spruchkammerverfahrens 1946 zu 10.000 Reichsmark Strafe und drei Jahren Internierung verurteilt, die er vom 14. Juli 1947 bis zum 11. Mai 1948 zuerst in Neumünster-Gadeland, dann in Eselheide bei Paderborn verbüßte. 1948 entlassen, arbeitete er anschließend wieder in seinem Betrieb. Im weiteren Entnazifizierungsverfahren wurde er am 15. Juli 1949 vom Entnazifizierungs-Hauptausschuss Itzehoe von Kategorie 3 (Minderbelastete) auf Kategorie 4 (Mitläufer) und am 21. Dezember 1950 in die Kategorie 5 (Entlastete) heruntergestuft.